# Pseudo-Longinos
Pseudo-Longinos (Pseudo-Longinus) – autor traktatu O wzniosłości (gr. Περὶ ὕψους, Peri hypsous), wpływowego dzieła teoretycznego o celach literatury.

## Autor
Imię Pseudo-Longinos zostało nadane autorowi traktatu O wzniosłości przez uczonych współczesnych. O samym autorze niewiele wiadomo. Był nauczycielem wymowy. Swój utwór skierował do bliżej nieznanego, młodego Rzymianina, Postumiusza Terencjusza. W rękopisie paryskim z X wieku traktat został określony jako dzieło Dionizjusza Longina (Dionysios Longinos). W spisie rzeczy, rękopis zawierał bowiem również inne pisma, pomiędzy obydwa imiona wstawiono spójnik "lub". Ponieważ literatura grecka nie zna żadnego Dionizjusza Longina, autora traktatu przez długi czas utożsamiano z żyjącym w pierwszym wieku przed naszą erą Dionizjuszem z Halikarnasu lub z Kasjuszem Longinusem, dworzaninem królowej Palmyry, Zenobii, żyjącym w latach 213-273. Dopiero badania przeprowadzone w 1899 roku przez G. Kaibela wykazały, że O wzniosłości stanowi ostatnie ogniwo toczącego się od połowy I wieku p.n.e. sporu attycystów z azjanistami i stanowi reakcję na pismo Cecyliusza z Kaleakte o tym samym tytule. Zdaniem Kaibela traktat powstał w czasie, gdy utwór Cecyliusza był jeszcze aktualny, a poczucie utraty republiki na rzecz cesarstwa stosunkowo świeże, w początkowych latach panowania cesarza Klaudiusza (41-54). Traktat oddaje atmosferę rozważań nad przyczynami upadku wymowy obecną u Petroniusza, Seneki, Tacyta  i Kwintyliana. 
Pseudo-Longinos należał do szkoły retorycznej, której głową był Teodor z Gadary, nauczyciel młodego cesarza Tyberiusza, w retoryce głosiciel patetyczności, a zarazem natchnienia i entuzjazmu. Pseudo-Longinos cytuje go w swym traktacie. Porównanie jego wywodów z resztkami nauki Teodora znajdującej się u innych autorów dowodzi, że również w innych kwestiach podążał za teoriami swego mistrza.
Pseudo-Longinos był również autorem pismː o Ksenofoncie, o doborze i zestawianiu wyrazów oraz dwóch innych bliżej nie określonych.

## O wzniosłości

### Okoliczności powstania utworu
Traktat Pseudo-Longina stanowi polemikę z O wzniosłości Cecyliusza z Kaleakte. W zaginionym traktacie, znanym tylko z odpowiedzi Pseudo-Longina, Cecyliusz pokazywał na licznych przykładach na czym polega wzniosłość w wymowie. W rozważaniach o sposobie jej osiągnięcia kładł nacisk na stronę formalnąː dobór i łączenie wyrazów, figury retoryczne i tropy. Pseudo-Longinos zarzucił mu, że pominął zupełnie znaczenie patetyczności i wzniosłego sposobu myślenia.

### Charakterystyka ogólna
O wzniosłości jest pismem prywatnym nie przeznaczonym do publikacji. Autor zna środki stylistyczne służące do wywołania wzniosłości, ale wie również, że warunkiem koniecznym jej osiągnięcia jest wrodzona wielkoduszność i silna uczuciowość (patetyczność). Akcentuje subiektywne warunki twórcy, który świadom warsztatu twórczego i obdarzony wrodzoną zdolnością do wielkich myśli i uczuć, wypowiada je niejako w natchnieniu. W sporze o prymat pomiędzy natchnieniem a świadomą twórczością staje zdecydowanie po stronie natchnienia, choć wrodzone wyczucie wzniosłości radzi pielęgnować studiowaniem wielkich wzorów i rozwijaniem techniki retorycznej.
Sam nie dba o przepisową poprawność, buduje długie periody o strukturze żywej mowy, pomiędzy które wtrąca epigramatyczne, zwięzłe uwagi. Niektóre myśli bogato ilustruje śmiałymi i rozbudowanymi porównaniami, inne rzuca pospiesznie w kilku liniach. Nie przestrzega attycyzmu ani w doborze wyrazów ani w jasności wykładu. Obce mu jest wszelkie szkolarstwo, nad tradycyjne określenia przenosi częstokroć ryzykowne wyrażenia, tok wywodu przerywa licznymi ekskursami, w których porównuje Iliadę z Odyseją, Cycerona z Demostenesem.

### Treść
Pseudo-Longinos uważa wzniosłość za najwyższą doskonałość i szczyt wymowy. Jej działanie porównuje do błyskawicy i piorunu. Zachwyca ona i porywa słuchaczy wielkodusznością i szczerością uczuć. Na pytanie czy we wzniosłości można się wydoskonalić autor odpowiada twierdząco, wskazując że natura we wszystkim postępuje metodycznie (2). Nim wskaże drogę do wzniosłości zatrzymuje się przy jej fałszywych namiastkachː nadętości, nieszczerej patetyczności, jak i jej przeciwieństwachː płaskości i dziecinnej niesmaczności (3-6), po czym podaje cechy prawdziwej wzniosłości (7).
Po obszernym wstępie Pseudo-Longinos wymienia pięć źródeł wzniosłości (8) i zatrzymuje się dłużej przy pierwszym z nich wielkodusznością, ilustrując ją licznymi przykładami (9-15). Następnie przechodzi do amplifikacji (powiększania), zaleca naśladowanie obcych wzorów i określa rolę i granice fantazji. Za kolejny środek do wyrażenia wzniosłości uznaje użycie figur i tropów retorycznych (16-33). Wreszcie zajmuje się doborem i składem słów i ostrzega przed fałszywymi chwytami (39-43). W zakończeniu (44) zastanawia się dlaczego czasy cesarstwa nie wydają wielkich mówców. Uważa, wbrew obiegowej opinii, że przyczyną nie jest upadek demokracji skłaniającej do wielkoduszności i współzawodnictwa o zdobycie nagrody, lecz chciwość i żądza użycia, wady przeciwne wielkoduszności, bez której nie ma prawdziwie wielkiej i wzniosłej wymowy.

## Odbiór
Traktatu O wzniosłości  nie cytuje żaden autor starożytny, prawdopodobnie dlatego, że nie został opublikowany. Ostatecznie trafił do kodeksu z pismami Arystotelesa ze spuścizny autora lub adresata pisma. Przetrwał w pochodzącym z X wieku rękopisie paryskim i doczekał się wydania przez włoskiego filologa Francesco Robortello w 1554. Wydawcy renesansowi Robortello, Manucjusz (1555), F. Portus (1570) uważali go za cenne uzupełnienie Arystotelesowej Poetyki, a filologowie XVII wieku skupili się bardziej na krytyce tekstu i objaśnianiu szczegółów tekstu niż na doniosłości zawartej w nim teorii genialności. W świecie literackim spopularyzował go Nicolas Boileau dzięki francuskiemu tłumaczeniu z 1677 oraz Réflexions sur Longin z 1692, w którym podniósł znaczenie geniuszu i natchnienia. 
Przekonanie o uczeniu się od geniuszów przeszłości i uznanie szczególnej wartości epoki klasycznej stają się w odróżnieniu od renesansowego poczucia odnowy, trwałą postawą pedagogiczną i opoką konsensusu o dobrym guście. Przekonanie to jest już obecne świadomie u Plutarcha, por. żywot Peryklesa, w którym autor zaświadcza przekonanie współczesnych o tym, że żyli w wyjątkowo uprzywilejowanym duchowo czasie.
Traktat nie przestawał dawać natchnienia rozmaitym umysłom od Johna Miltona, do Ernesta Curtiusa i Paula de Mana.

## Polskie tłumaczenie
- "Longina O GÓRNOŚCI - Przekładał z greckiego Józef Kowalewski", W Wilnie, nakładem i drukiem A.Marcinkowskiego, 1823. (tekst tego przekładu jest domeną powszechną i udostępniony online w: http://www.pbi.edu.pl/book_reader.php?p=40007&s=1)

Józef Kowalewski, filomata, swój przekład odczytał przyjaciołom na zebraniu w dniu 20 i 30 marca 1818 roku. Rozdziały od 1 do 9 ogłosił w Dzienniku Wileńskim z marca 1822 wraz z Wiadomością o życiu i pismach Longina. Całość ukazała się rok później. Odczyt spotkał się z aprobatą kolegów. W wierszu na imieniny tłumacza w 1819 roku Mickiewicz zwrócił się do solenizantaː co Longinów w wąsate przerabia długosze. Natomiast Jan Czeczot nadesłał wiersz, w którym napisał, że Kowalewski Longina gracko żupani,/ nas z dawnym krojem oswaja,/ a jeszcze krawiec nie tani. Polszczyzna przekładu Kowalewskiego jest doskonała, a dość liczne niedokładności pochodzą z zepsucia tekstu, z którego korzystał i chęci oddania trudniejszych miejsc za pomocą peryfraz lub skrótów.
- Pseudo-Longinos, Peri hypsos (O wzniosłości), w: Trzy poetyki klasyczne, BN II 57, Wrocław 1951, tłumaczył Tadeusz Sinko